# Tchiornaïa Retchka (Kabardino-Balkarie)
Tchiornaïa Retchka (en russe : Чёрная Ре́чка, en kabarde : Фӏыцӏэпс) est un village du raïon d'Ourvan de la Kabardino-Balkarie, en Russie. Sa population s'élevait à 2 536 habitants en 2023.

## Géographie
Tchiornaïa Retchka est située dans la république de Kabardino-Balkarie, un sujet de Ciscaucasie de la Russie. Le village se trouve dans le district fédéral du Caucase du Nord. Tchiornaïa Retchka est l'une des localités du raïon d'Ourvan, une subdivision de la république dont le centre administratif est la ville de Nartkala. Le village forme l'établissement rural de Tchiornaïa Retchka, une municipalité dont il est la seule localité.

## Démographie
Recensements (*) et estimations de la population:
| 2002 * | 2010* | 2021* | 2023  | - |
| ------ | ----- | ----- | ----- | - |
| 2 801  | 2 587 | 2 530 | 2 536 | - |